# Aksel Baran Potur
Aksel Baran Potur (* 5. Dezember 2002 in Oslo) ist ein türkisch-norwegischer Fußballspieler. Er spielt auf der Position des zentralen Mittelfeldspielers und steht zurzeit in Diensten des Zweitligisten Moss FK. Zudem ist Baran Potur norwegisch-türkischer Doppelstaatsbürger und spielt für die U21-Nationalspieler der Türkei.

## Karriere

### Verein
Der türkeistämmige Aksel Baran Potur ist in Norwegen geboren sowie aufgewachsen und begann mit dem aktiven Fußball bei Abildsø IL, einem kleinen Klub in der Hauptstadt Oslo. Später spielte er bei Skeid Oslo sowie in Lillestrøm beim ortsansässigen SK, bevor er KFUM Oslo beitrat. Im Trikot dieses Vereins gab er am 18. August 2021 im Alter von 18 Jahren bei der 2:3-Niederlage im Zweitligaspiel bei Sogndal IL sein Profidebüt. Zwecks Spielpraxis folgte im folgenden Monat eine Leihe zum Drittligisten Moss FK, wo Baran Potur bis Saisonende auf sieben Einsätze kam. In der darauffolgenden Saison kam er nach einer Festverpflichtung regelmäßiger zum Einsatz und stand auch oftmals in der Anfangself, wobei er mit jeweils einem Tor und einer Vorlage zum Zweitligaaufstieg beitrug. Angekommen im norwegischen Unterhaus, war Aksel Baran Potur als zentraler Mittelfeldspieler Stammspieler und trug mit zwei Vorlagen und einem selbst erzielten Treffer zum Klassenerhalt bei.

### Nationalmannschaft
Aksel Baran Potur spielt auf Nationalmannschaftsebene derzeit für die U21 der Türkei.